# Umanka
Umanka (ukrainska: Уманка) är en 43 km lång flod i västra delen av Tjerkasy oblast i Ukraina.